# Йован Стояновски
Иван (Йован) Ангелев Стоянов (на македонска литературна норма: Jован Ангелев Стоjановски) е македонски българин и деец за българщината в Северна Македония след 1991 година.

## Биография
Иван А. Стоянов е роден на 15 септември 1939 година в Кралство Югославия, Скопие, в квартал Чаир. В юношеската си възраст, за да получи документ за самоличност от властите, е принуден да смени името си на Йован Ангелев Стояновски (Jован Ангелев Стоjановски).
През 1977 година е докладван от някои от сътрудниците на югославските служби, че е седял на маса с „неподхоящи“ хора, арестуван е и е разпитван. Постепенно започва все по-често да пътува до България, където има възможност да чете българска историческа литература, заради което е задържан в полицията и разпитван многократно.

### Дейност след 1991 година
След обявяването на независимостта на Македония от Югославия, със собствени средства финансира и организира панихиди в памет на български революционери и дейци като Владо Черноземски, Тодор Александров, Иван Михайлов, Мара Бунева и други, на които се събират и други българи от Македония. Финансира и монтира първата паметна плоча на Мара Бунева на Камения мост в Скопие. По зададен въпрос защо е направил десет паметни плочи той отговаря: „Знам, че сърбоманите ще я счупат на другия ден. Да имаме резерва за веднага да сложим друга.“
През 2000 година в църквата „Свети Димитър“ в Скопие заедно с Мирослав Ризински откриват изоставена и затрупана плоча, на която е изписано: „На прависе сия гробница съ пожертвование отъ православните българи въ 1864 л. мартъ 1-ий, Скопие“. Йован Стояновски поема отговорност да я пренесе в София и го прави успешно, тъй като има опасност властите в Република Македония да унищожат артефакта. Днес плочата е експонирана в НИМ.
През същата година, по време на учредителното събрание на дружеството на българите в Република Македония „Радко“ (псевдоним на Иван Михайлов) в Скопие, в хотела Холидей Ин, трима младежи хвърлят димки по време на речта на председателя на дружеството Владимир Панков. Стояновски е обвинен, че в суматохата по време на инцидента е бутнал мъж (Спасе Шуплиновски), който при падането си е получил тежка телесна повреда. Въпреки неопровержимите веществени доказателства, че Йован Стояновски не е имал физически контакт с Шуплиновски, съдът му определя присъда от три месеца затвор, която апелационният съдия увеличава с още три, заявявайки: „за вас, българите, няма милост“.
Йован Стояновски излежава петмесечна присъда в затвора, въпреки че му е предложена помощ от българската държава. Той отказва тази помощ с думите: „Молби за помилване пишат виновни. Аз съм невиннен. Ще си излежа присъдата достойно!“.
След излизането от затвора, здравословното състояние на Йован се влошава. След тежко боледуване и претърпяна сърдечна операция, Йован Стояновски умира на 11 март 2010 година в Скопие.